# Де Схюттер, Йост
Йост де Схюттер (нидерл. Joost de Schutter; родился 7 января 2002 года, Эйндховен, Нидерланды) — нидерландский футболист, полузащитник. Чемпион Европы среди юношей до 17 лет в 2019 году.

## Клубная карьера
Йост де Схюттер — воспитанник «ПСВ», где играл за молодёжные клубы и с которым он подписал профессиональный контракт. В 2021 году приостановил карьеру. В 2022 году поступил в Батлеровский университет и начал играть за местную футбольную команду. В первом сезоне сыграл в 18 матчах, где забил два мяча и отдал один голевой пас.

## Карьера в сборной
За сборную Нидерландов до 15 лет сыграл 6 матчей, где забил 1 мяч. На победном чемпионате Европы сыграл 4 матча. Всего за сборную Нидерландов сыграл 19 матчей, где забил 1 мяч.

## Достижения
Сборная Нидерландов до 17 лет
- Чемпион Европы среди юношей до 17 лет: 2019